# Stenotus
Stenotus là một chi thực vật có hoa trong họ Cúc (Asteraceae).

## Loài
Chi Stenotus gồm các loài: